# Beaver (textil)
Beaver eller Beaverteen är ett fyrskaftat, tjockt och mjukt bomullstyg, starkt ruggat på ena sidan. Ett snarlikt ylletyg kallas biber eller castor.